# 华东师范大学马克思主义学院
马克思主义学院，为华东师范大学的一个学院，成立于2016年1月，由原社会科学部调整而来。学院最早可追溯至1953年3月成立的马列主义教研室及随后成立的政治教育专修科。

## 历史
1953年3月，华东师范大学成立马列主义教研室，周抗任主任，冯契任副主任。随后的院系调整中，新增政治教育专修科，周抗任主任，冯契任副主任。1954年9月，政治教育专修科改为政治教育系。1987年1月，马列主义教研室改为大学马列主义教学部。1989年1月，大学马列教学部更名为大学社会科学教学部。
2001年4月，法政学院成立，政治教育系、社会科学部并入。2007年，人文学院与法政学院合并为人文社会科学学院，政治教育系与社会科学部又并入人文社会科学学院，政治教育系并入政治学系。2016年1月，社会科学部调整为马克思主义学院，同时政治学系重新拆分出思想政治教育系，并入马克思主义学院。

## 学院现状
马克思主义学院现辖有思想政治教育系，以及马克思主义基本原理教研部、马克思主义中国化教研部、中国近现代史纲要教研部、思想道德修养与法律基础教研部、研究生思想政治理论课教研部等教研部。